# تفاعل بيشامب
تفاعل بيشامب (Bechamp reaction) في التخليق العضوي، يُستخدم تفاعل بيشامب لإنتاج أحماض الزرنيخون من الحلقات العطرية النشطة مثل الأنيلين. وقد تم وصفه لأول مرة بواسطة «بيشامب» عام 1863. هذا التفاعل هو استبدال عطري الكتروفيلي ، وذلك باستخدام حمض الزرنيخ كمادة متفاعلة.
أحد الأمثلة الهامة لحمض الزرنيخون هو الروكسارسون . وهو عبارة عن 4- هيدروكسي-3- نيترو بنزين حمض الزرنيخون. ويُظهر تأثير مضاد لطفيليات الأكريات ويعزز النمو في الحيوانات.